# 吉田兼正
吉田 兼正（天文14年（1545年）？－天正14年1586年），日本戰國時代、安土桃山時代的武將，通稱右京，為立花家臣。

## 生平

### 出自
吉田氏為藤原氏的末流，代代居住京都。先祖吉田式部太輔兼貴於應仁・文明之亂時期為避戰亂而移動至九州，天文16年（1546年）在豐後受到大友義鑑的保護。
兼正之父吉田兼晟（吉田圖書助）於永祿年間（1558年~1570年）被配屬於大友家臣戶次鑑連(立花道雪)旗下。

### 早期經歷
兼正隨主君道雪轉戰各地，獲賜道雪剃髮前之名「鑑連」的連字，改名「連正」。兼正最初受命處決罪人獲三町俸祿。後受領共八町俸祿。
永祿10年（1567年）8月，兼正隨道雪參加討伐秋月種實的作戰。9月3日，大友軍陣中傳來毛利軍來攻的流言，大友軍勢因此準備撤退動作，秋月種實見機引兵一萬二千往南打算奇襲道雪，但是道雪一早察知率所部3千兵做迎擊態勢並設置虛旗，以小野鎮幸、由布惟信各領5百騎兵為先鋒、竹迫連種、綿貫吉兼、京都光兼、安東秀繼等二百足輕兵以弓鐵砲分左右二隊迎擊並以三方包夾，小野及由布各身負七處刀傷仍追擊秋月先鋒軍內田善兵衛實久和問註所鑑景至三町遠，中備戶次鎮連率6百余騎更突崩秋月軍中備的綾部駿河守5千騎，雖然問註所鑑景一度重整2千兵攻擊道雪於休松的本陣，十時惟忠此時因流彈而戰死，而在道雪本陣的吉田兼正、海老名秀節5百騎兵力和殿軍內田鎮家、堀祥6百餘騎奮力反擊，並且秋月種實此時見到道雪所擺之噓旗誤以為大友援軍來襲，並且吉弘、臼杵兩軍也進攻了古處山城，種實不得以只能撤退。
永祿11年（1568年）2月，立花山城主立花鑑載受到毛利元就策反再次反叛大友家，筑前与力眾的薦野宗鎮此時為了貫徹對大友家的忠義不支持鑑載的行動，遭其殺害，後薦野、米多比一族率兵投靠了道雪。
鑑載則於4月6日迎來毛利家的清水宗知8千餘人和軍船百餘艘，更聯合原田隆種、原田親種父子與高橋鑑種家臣衛藤尾張守約1萬人於立花山城，4月24日道雪與吉弘鑑理、臼杵鑑速、志賀親守3萬餘人包圍了立花山城及其白岳、松尾等7處城、砦，於7月4日大友軍強攻立花山城，道雪一軍在攻略其支城松尾城時，於立花山崖上的不利地形苦戰，先鋒高野出雲、十時惟次負傷，道雪因而挺進前線激勵了家臣戶次鎮直、戶次鎮時、十時惟次、十時惟由、由布惟定、高野出雲、小野鎮幸、足立連安、吉田兼正、原尻鎮清、竹迫鑑種討取了敵兵28人。當晚因為道雪的調略而令立花家臣野田右衛門大夫背叛為內應引道雪軍入城，戶次統春、十時惟道、臼杵鎮氏、池邊永晟等奮戰生捕安武民部，原田親種、清水宗知、衛藤尾張守不敵逃至立花山城西南邊海岸的名島城。
永祿12年（1569年）5月18日吉川元春和小早川隆景率毛利軍4萬餘於立花山城下再次出戰，道雪、吉弘鑑理、臼杵鑑速則率兵1萬5千分三隊為先鋒於多多良濱佈陣，之後配置了約2萬的大友軍力與之對峙，雙方激戰期間，道雪衝陣斬財滿越前守等十餘人並擊敗吉川元春先鋒楢崎信景之際遭到香川春繼以弓箭反擊不得前進，且吉川元春以鐵砲攻勢橫擊而不得不撤退，雖然大友軍此時處於劣勢接近戰敗，但隨後道雪見到小早川隆景率吉見正賴、尼子元秋移軍長尾一地整軍時的陣形空隙，先以8百人鐵砲隊密集射擊後自身拔刀乘馬單騎率先衝入敵陣營中，緊跟著道雪的家臣團也一擁而上，毛利軍此時無法抵擋被衝退三町距離導致毛利軍全線撤退回立花山城下各營寨，大友軍也因吉川元春的攻勢戰損3~5百兵極度疲勞無法再進行攻勢而撤退往博多本陣。

### 參戰立功
元龜2年（1571年）5月，主君立花道雪奉大友宗麟之命轉封筑前立花山城形式上繼承立花氏，而兼正亦跟隨前往筑前。天正6年（1578年）大友家於耳川之戰大敗於島津家，使得大友家逐漸式微，筑前國人如秋月、原田、宗像、草野等再次大規模反叛。天正7年（1579年）3月16日到18日，秋月種實出陣至八嶽，宗像、原田等出兵聚集，為此道雪派家臣小野鎮幸、米多比鎮久、刃連孫九郎、野上連貞、吉田兼正、原尻鎮清、由布惟信、由布惟次、竹迫鑑種、竹迫連種、十時惟由等家臣出戰，在刃連孫九郎的突擊與野上連貞奮勇戰死之下，立花軍合作驅敵擊敗秋月軍。
天正9年（1581年）11月12日，立花山城東北方的宗教豪族宗像氏貞，其部分家臣不滿早先將部分領地作為色姬的嫁妝給了立花，趁立花軍一面出戰秋月軍（潤野原之戰），一面以由布惟信、薦野增時、小野鎮幸、立花鎮實、內田鎮家、足立連安、十時連秀、安東連忠等立花家臣8百兵前往運輸兵糧不足的筑前東南邊境的鷹取城時，聯合秋月軍於13日半路偷襲（小金原之戰，立花家稱清水原之戰），此戰中立花家諸將各別討取眾多敵方將領，兼正雖身負鑓傷仍奮戰不懈。最後在由布、小野、薦野、內田、十時等立花家臣以背日光於高處下山衝陣等兵法上正確的判斷，宗像方大敗，將領吉田貞辰、石松秀兼等人皆被討取殆盡，此戰形同宗像氏貞的背叛而觸怒了道雪，兩家之間的同盟因此破裂。
天正10年（1582年）10月2日，秋月種實又趁隙攻下紹運領地的米之山城，紹運迅速出兵於當日隨即對戰秋月軍奪回了米之山城，道雪派吉田兼正援助紹運，追擊討取2百餘人。約於此時，道雪與其繼承者的少主統虎(立花宗茂)，連署給與兼正五町俸祿，之後又依兼正歷年功績給到十二町的俸祿。
天正12年（1584年）4月12日，筑紫廣門又率軍侵攻御笠郡，道雪與紹運反擊至筑紫家領地的武藏城下，道雪家臣吉田兼正、後藤連種、佐藤次郎三郎等率其部眾力戰衝鋒陷陣，紹運又分2千兵為三隊進行橫擊，筑紫軍戰敗退入城中。
3月，因龍造寺隆信於沖田畷之戰對上島津軍戰敗身死，大友家為此趁機出兵想奪回筑後，以宗麟次子大友親家、三子大友親盛率豐後大友軍7千人進攻筑後貓尾城的黑木實久，實久則聯合龍造寺軍共2千餘人在貓尾城與高牟礼城籠城抗戰，經過了一個月大友軍仍然無法攻落，大友家第二十二代當主大友義統為此要求道雪與高橋紹運出兵，兩軍於8月14日集結於寶滿城下的高雄山進行軍議，於18日夜間以紹運2千人為先陣、道雪3千人為後陣以強行軍的態勢從寶滿城下的吉木一地往筑後方向出發。
紹運在渡過筑後川擊滅秋月家武將芥田兵庫50餘人後（田主丸町・片瀨、惠利渡口・石垣表之戰）與道雪越過耳納連山及尚未整備道路的筑後鷹取山等極度曲折險峻的山路，以由布惟信為殿軍，在狹窄的山道途中又遭到伏兵以鐵砲狙擊，道雪也以弓、鐵砲反擊，此時紹運以擅長鐵砲狙擊的家臣市川平兵衛反狙擊令道雪脫離險境，但伏兵仍攻擊殿軍的由布惟信、立花統春、立花成家、立花家治、堀治、後藤連種、福有親久、吉田兼正、安倍親常等將殊死防守，道雪為此通知紹運而敲響回軍的鼓聲，此時軍師大橋京林出計策，先在坂道高處朗誦歌謠整軍列隊，然後出其不意的衝往下坡攻擊，敵兵遂因此逃去。此戰兼正討捕秋月方武將桑野藤九郎又獲得戰功感狀。

### 岩屋義戰
天正13年（1585年）9月11日，道雪病逝於筑後高良山下北野軍陣中，兼正等立花家臣撤退回立花山城繼續侍奉少主統虎。
天正14年（1586年），島津家以統一九州之勢北攻九州的大名和豪族，當地的大友家和龍造寺家先後於「耳川之戰」和「沖田畷之戰」敗於島津家，導致依附其下的九州國人豪族皆陸續向島津家投誠。在龍造寺家降服於島津家以後，大友家也逐漸出現叛臣，最後大友家剩豐後和筑前領地與島津家對抗；此時筑前岩屋城的守將是與立花道雪被讚譽為「大友雙壁」的高橋紹運，面對島津家5萬軍力圍攻，他以約700餘兵力抵抗。高橋紹運在拒絕生子高橋統虎（立花宗茂）一同於立花山城籠城的建議後，持續在岩屋城準備抵擋島津軍的攻勢。吉田兼正以及約20數名武士自願前往岩屋城支援，統虎為表示感謝而給予他一把信國腰刀；兼正於出發前說道：「為盡武士的本分，能報答國家的，便是『義』了」。
原先高橋紹運打算拒絕以吉田兼正為首的40餘名立花援軍，並希望他們回防立花山城，吉田兼正表示：「我們是被紹運公赴死之義所感，所以才來支援，紹運公您應能體會我們的心情的！」高橋紹運接受以後令兼正等人和家中頭號將領萩尾治種一同守衛岩屋城的二重橹。高橋軍持續抵抗島津軍的攻勢，令其死傷共4千5百27人，並延遲其攻勢約半個月，高橋紹運以下的家臣連同吉田兼正所率40餘人全員陣亡，島津軍亦動容。
之後，立花宗茂在談起吉田兼正時，對其評價為「不畏艱險，擁有超乎常人義理之人」，在談起他時皆流淚，也對兼正的子孫提供良好待遇；自吉田兼正之子吉田成兼以後，吉田家子孫代代擔任中老之職，領有四百石俸祿。成兼亦於成年後擔任物頭役，於慶長5年(1600年)9月13日的大津城攻略戰中立功。